# BlackBerry World
BlackBerry World est le magasin d'applications pour les smartphones BlackBerry OS. Il correspond à l'App Store  pour l'iOS ou Google Play pour les systèmes d'exploitation Android.
Dans sa version destinée au système BlackBerry 10, il distingue jeux, applications et musique dans des catégories différentes.